# Mohamed Abdi Yusuf
Mohamed Abdi Yusuf, in somalo Maxamed Cabdi Yuusuf (Mudugh, 1º luglio 1941), è un politico somalo, Primo ministro della Somalia dal dicembre 2003 al novembre 2004.
| Controllo di autorità | J9U (EN, HE) 987007300355805171 |